# Kai Pohl
Kai Pohl (* 1964 in Wittenburg) ist ein deutscher Schriftsteller und Künstler.

## Leben
Pohl war 2006 zusammen mit Alexander Krohn Mitbegründer der Epidemie der Künste und der Literaturzeitschrift floppy myriapoda, ist Herausgeber von Lyrik-Anthologien, Redaktionsmitglied der Zeitschrift Abwärts! und ist als Grafikdesigner tätig.
Texte Kai Pohls (Lyrik, Prosa, Cut-up, Essays, Rezensionen) sind in diversen Medien veröffentlicht, u. a. in Abwärts! (BasisDruck, Berlin), Die Brücke (Saarbrücken), Gegner (Berlin), Der Mongole wartet (Düsseldorf), Pareidolia (Hamburg), Perspektive (Graz, Österreich), Prolog (Berlin), Risse (Rostock), Sanitäter (Ostheim/Rhön), Superbastard (Augsburg), Teflon (Athen), telegraph (Berlin), TorTour (Berlin), V (Feldkirch, Österreich), junge Welt, Wienzeile (Wien, Österreich) und Zweifel (Friedelsheim, Frankfurt am Main, Berlin).
Alexander Krohn und das Electrotrash-Duo !The Same (Rex Joswig, Helmar Kreysig), Sea Wanton sowie Herbst in Peking haben verschiedene Texte von Kai Pohl vertont. Einige seiner Gedichte wurden ins Englische, Französische, Griechische, Italienische, Polnische und Spanische übersetzt.

## Auszeichnungen
- 15. NAHBELL-Preisträger 2014 (alternativer Lyrik-Nobelpreis des G&GN-Institutes für die lebenslange Unbestechlichkeit eines Gesamtwerkprozesses).[2]

## Einzeltitel (Auswahl)
- Ägypten oder Die Freiheit des freien Falls. Gedichte 1989–1990, Eigenverlag, Berlin 1990.
- Wildnis, Gedichte 1990-1991. Eigenverlag, Berlin 1992.
- biofeedback panikenergie. Blei 13, Distillery, Berlin 2005, ISBN 978-3-941330-16-0.
- Öffnen + Schießen. Gedichte 1989–2006, KRASH Neue Edition im Stahl-Verlag, Köln 2007, ISBN 978-3-937846-04-0.
- Das Lübzer bei Kaiser's ist billiger als das Berliner bei Spar. SuKuLTuR, Berlin 2007, ISBN 978-3-937737-71-3.
- Fahrkarte zur Revolution. SuKuLTuR, Berlin, 2011, ISBN 978-3-941592-24-7.
- phantomkalender. Neunundzwanzig Gedichte, Distillery, Berlin 2011, ISBN 978-3-941330-29-0.
- da kapo mit CS-Gas (mit Clemens Schittko). Gedichte, Fixpoetry, Hamburg 2011, ISBN 978-3-942890-04-5.
- Zerschossene Bande. Gedichte, mit Zeichnungen von Tomasz Bohajedyn, Rothahndruck, Berlin 2012.
- Solanum nigrum antichoc. Cut-ups und Gedichte, Moloko Print, Pretzien 2013, ISBN 978-3-943603-06-4.
- 1964 oder Das marktkonforme Schweigen der Seele des männlichen Machtsubjekts. Distillery, Berlin 2015, ISBN 978-3-941330-39-9.
- Pointes du mouvement. Gedichte (dt./frz.). Ins Französische übertragen von Tom Nisse. Reihe Bookleg # 115, maelstrÖm reEvolution, Brüssel 2015, ISBN 978-2-87505-203-2.
- σφηνάκια πανικού, λεκέδες από πίσσα (Panikschüsse, Teerflecke). Teflon, Athen, 2016.
- Staatenlose Insekten. Cut-ups und Gedichte. Mit Fotografien des Autors. Quiqueg Verlag, Berlin 2016, ISBN 978-3-945874-08-0.
- 1964. Ins Französische übertragen von Bernard Umbrecht. Médiapop Éditions, Mulhouse 2016, ISBN 978-2-918932-48-2.
- Penfields Traum. Gedichte und Montagen. gutleut verlag, Frankfurt am Main 2016, ISBN 978-3-936826-38-8.
- Die Bad Bank der deutschsprachigen Lyrik. Cut-ups/Montagen/Fotos/Gedichte. Moloko Print, Pretzien 2017, ISBN 978-3-943603-35-4.
- Androidenballett. Verlag Peter Engstler, Oberwaldbehrungen 2018, ISBN 978-3-946685-13-5.
- Mein Tastament. Prenzlauer Berg Collection, Vol. 5. EdK, Berlin 2019.
- Anatolien gerammt. Material/Montagen 2001–2020. Moloko Print, Pretzien 2021, ISBN 978-3-948750-25-1.
- Skipper im Strom. 12 Gedichte aus dem Jahr 2021. Risoprint 004. Moloko Print, Pretzien 2022.
- Der Esel küsst den Stein. Drei Lagebesprechungen. Chapbook No. 21, Moloko Print, Pretzien 2023.
- Die Sache mit dem Spatz. 10 Gedichte & kein Haiku. Chapbook No. 28, Moloko Print, Pretzien 2024.

## Veröffentlichung in Anthologien (Auswahl)
- Axel Kutsch (Hrsg.), Versnetze. Das große Buch der neuen deutschen Lyrik. Verlag Ralf Liebe, Weilerswist 2008, ISBN 978-3-935221-86-3.
- Shafiq Naz (Hrsg.), Der deutsche Lyrikkalender 2012. Alhambra Publishing, B-Bertem 2011, ISBN 978-2-87448-033-1.
- Rainer Stolz und Hugo Wenzel (Hrsg.), Haiku hier und heute. Deutscher Taschenbuch Verlag, München 2012, ISBN 978-3-423-14102-4.
- Kramer/Mießner/Pohl/Schittko et al., my degeneration. the very best of WHO IS WHO, Texte 2004–2013. freiraum-verlag, Greifswald 2014, ISBN 978-3-943672-47-3.
- Verena Kammerer (Hrsg.), heimat irgendwo, Zeichnungen mit Texten illustriert, Raetia Verlag, Bozen 2016, ISBN 978-88-7283-569-2.
- Markus Peters, Sabine Schiffner, Amir Shaheen (Hrsg.), und kein Gedicht will Abschied von dir nehmen. Deutschsprachige Lyrik der Gegenwart. Verlag Ralf Liebe, Weilerswist 2024, ISBN 978-3-948682-54-5.

## Herausgabe (Auswahl)
- Schock Edition (4). Gedichte von Lothar Feix, Jazra Khaleed, Knofo, Andreas Paul. Mit 5 Zeichnungen von Reinhold Gottwald. EdK/Distillery, Berlin 2013, ISBN 978-3-941330-33-7.
- Das fünfte Schock. Gedichte von Peter Engstler, dirk frölic, Jayne-Ann Igel, Lilly Jäckl und Urs Jaeggi. Zeichnungen von Jochen Scheiper. Prenzlauer Berg Collection Vol. 3. EdK/Distillery, Berlin 2016, ISBN 978-3-941330-42-9.
- Fünfzigtausend Anschläge. Schwarzbuch der Lyrik 2016 (mit Clemens Schittko, Kristin Schulz und Katja Horn). Distillery, Berlin 2016, ISBN 978-3-941330-40-5.
- Hass & Lügen. Neues aus dem Menschenzoo, Prenzlauer Berg Collection Vol. 4, Moloko Print, Pretzien 2018.
- DER ROTE ARM. Auszüge aus Fragmenten. Dezent umsortierte Teile des Dramas Der Rote Armee Prolog (1990) von Jörg-Michael Koerbl. Prenzlauer Berg Collection Vol. 6, EdK/Distillery, Berlin 2022.

## Ausstellungen (Auswahl)
- Tiere in der Stadt. Galerie Mandelmond, Berlin, 2001.
- Nehmet von dem Brot. Mediencollagen. FHTW Berlin, 2003.
- Logos. Gallery Wallywoods, Berlin, 2005.
- Die Eroberung des Mars. Straßenschaden, Berlin 2010.
- Lartyfartypourlartyfarty. Postrealer Brutalismus 1–5 (mit Alexander Krohn). Berlin 2005–2007 und 2014.
- Den festen Boden über sich – und Himmel unter den Füßen. Essen und Trinken im Museum, Berlin, 2023.

## Ausstellungsbeteiligung (Auswahl)
- ''][]P3|\|.|=r@/\/\3.\/\/()r|<]['', r4wb1t5 micro.fest. Chicago 2005.
- ///selfportrait/ – a show for bethlehem. Al Kahf Art Gallery, Bethlehem 2006.
- 4. Berliner Kunstsalon. Berlin 2007.
- Prolog 6, Galerie Parterre. Berlin 2010.
- The still polski triathlon. Rita Baum Office, Wrocław 2012.
- Steine und Sterne. Burg Friedland 2014.
- LOST and FOUND. Modellprojekt Haus der Statistik, Berlin 2021.